# Chersodromia
Chersodromia är ett släkte av tvåvingar. Chersodromia ingår i familjen puckeldansflugor.

## Bildgalleri

## Dottertaxa tillChersodromia, i alfabetisk ordning[1][2]
- Chersodromia adriatica
- Chersodromia alata
- Chersodromia albipennis
- Chersodromia albopilosa
- Chersodromia amaura
- Chersodromia ancilottoi
- Chersodromia anisopyga
- Chersodromia arenaria
- Chersodromia argentina
- Chersodromia beckeri
- Chersodromia bureschi
- Chersodromia cana
- Chersodromia caucasica
- Chersodromia colliniana
- Chersodromia cursitans
- Chersodromia curtipennis
- Chersodromia dissita
- Chersodromia flavicaput
- Chersodromia flavipes
- Chersodromia flavipyga
- Chersodromia fluviatilis
- Chersodromia foddaiae
- Chersodromia gratiosa
- Chersodromia hackmani
- Chersodromia hawaiiensis
- Chersodromia hirta
- Chersodromia houghii
- Chersodromia icana
- Chersodromia inchoata
- Chersodromia insignita
- Chersodromia inusitata
- Chersodromia italica
- Chersodromia kamtchatkiana
- Chersodromia longicornis
- Chersodromia madelinae
- Chersodromia magacetes
- Chersodromia mediterranea
- Chersodromia micra
- Chersodromia milanchvalai
- Chersodromia nana
- Chersodromia neocurtipennis
- Chersodromia nigripennis
- Chersodromia nigripyga
- Chersodromia nigrosetosa
- Chersodromia nubifera
- Chersodromia obscura
- Chersodromia oraria
- Chersodromia orlandinii
- Chersodromia parallela
- Chersodromia pontica
- Chersodromia pseudoadriatica
- Chersodromia pseudohirta
- Chersodromia ratti
- Chersodromia singaporensis
- Chersodromia speculifera
- Chersodromia suda
- Chersodromia tschirnhausi
- Chersodromia zelandica